# Rayton Fissore
La Rayton Fissore è stata un'azienda piemontese del settore automobilistico, operante dal 1976 al 1992.

## Storia
Dopo la morte di Bernardo Fissore e della moglie, avvenuta nel 1973, che causò la chiusura dell'omonima carrozzeria, lo stabilimento e gli impianti vennero rilevati dalla figlia Fernanda e dal marito Giuliano (o Giulio) Malvino che nel 1976 fondarono a Cherasco la Rayton Fissore. Inizialmente la nuova società prevedeva lo sviluppo stilistico di automobili per committenti esterni, come la Fiat Ritmo Cabrio o l'Alfa 75 Wagon (prototipi che non raggiunsero mai la produzione in serie). Fu solo nel 1985 che l'azienda presentò, al salone di Torino, il primo modello interamente costruito e commercializzato col proprio marchio. Il Magnum fu il primo autoveicolo realizzato sfruttando la tecnica costruttiva brevettata Univis, che prevede l'utilizzo di profilati di dimensioni standardizzate con abbattimento dei costi. Nel 1989 la società fu rilevata da Gregorio Maggiali, un imprenditore edile parmense.

## Il collasso di Dominion

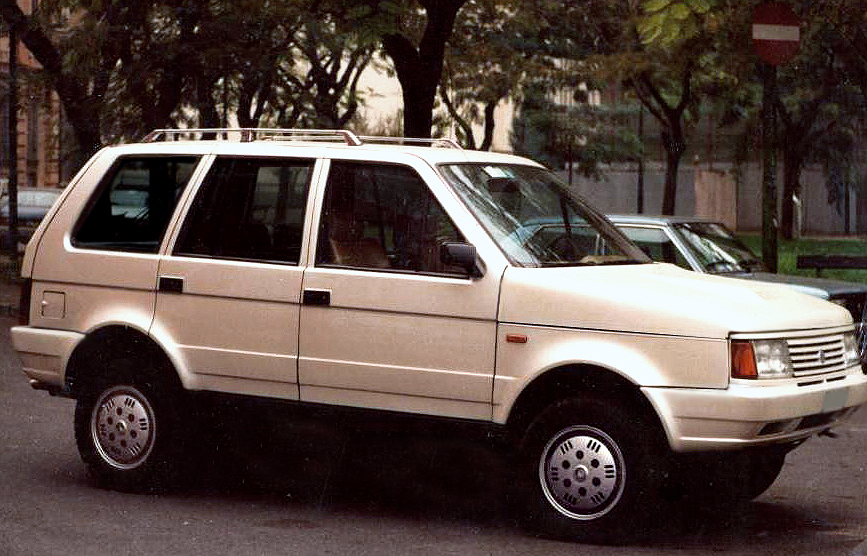
Un Magnum del 1986

L'azienda fallì lasciando insolvenze per 35 miliardi di lire nel 1992, poco dopo essere stata acquistata da Roberto Caprioglio attraverso la sua finanziaria Dominion Trust Corporation Limited  (che a sua volta era finita in bancarotta nel 1991 per oltre 200 miliardi di lire). Durante le indagini per bancarotta fraudolenta Caprioglio accusò Gianni Zandano (l'allora presidente della banca Sanpaolo di Torino) di averlo "indotto" a rilevare da Maggiali la Rayton Fissore già in grave dissesto finanziario per evitarne la chiusura. Furono indagati anche l'allora Presidente del consiglio Ciriaco De Mita, Carlo Fracanzani (Ministro delle partecipazioni statali) e Mino Martinazzoli(ministro della difesa) i quali, sempre secondo Caprioglio, avevano fatto pressioni per il salvataggio della società che sarebbe stata utilizzata di per dirottare alla Democrazia Cristiana finanziamenti illeciti provenienti da società di proprietà di industriali collusi, fra le quali la Parmalat. Gli inquirenti accertarono infatti dei versamenti nascosti che non potevano essere giustificati altrimenti. Come contropartita, l'azienda sarebbe stata favorita nell'aggiudicazione di appalti per la fornitura di automobili a vari enti pubblici, fra cui la Polizia, la guardia forestale e l'ENEL. La magistratura ritenne infine Zodano, De Mita, Fracanzani e Martinazzoli estranei ai fatti e le loro posizioni furono archiviate.
Per concorso in bancarotta fraudolenta furono indagati anche due dei figli di Gregorio Maggiali (morto nel 1990) e Maurizio Montali, amico di famiglia dei Maggiali, tutti ex-amministratori della Rayton Fissore. Il 17 luglio 2001 il processo si concluse in primo grado con la condanna ad otto anni per Caprioglio e a sei anni per Mario Fontana, vicepresidente di Dominion e amministratore delegato di Rayton Fissore. Il 27 gennaio 2004 la Corte d'appello di Torino convertì le pene rispettivamente in 9 anni e quattro mesi e in sei anni e sei mesi.

## Dopo il fallimento
Nel 1992 la proprietà venne nuovamente rilevata da Giulio Malvino e la ragione sociale fu cambiata in Fissore Co.
Nel 1993 la Fissore Co. acquistò dalla EFIM lo stabilimento Oto Melara (fabbrica costruita e mai entrata in funzione) di San Ferdinando, nella piana di Gioia Tauro, dove intendeva costruire le scocche del Magnum ed una nuova autovettura sportiva, la T8, con il marchio Isotta Fraschini, di cui aveva rilevato i diritti da Finmeccanica per 3,5 miliardi. Con l'accordo la Fissore Co. assunse anche i 250 dipendenti della precedente gestione, allora in cassa integrazione. La T8 tuttavia non raggiunse mai la produzione di serie
il 30 marzo 2000 la Guardia di Finanza arrestò Malvino per falso in bilancio, bancarotta fraudolenta e truffa alla Comunità europea in relazione a 20 miliardi di lire erogati a titolo di Legge 488/1992 per l'Isotta Fraschini ma, dopo un processo conclusosi nel 2011, fu assolto dalle imputazioni. Nel 2004 l'azienda di San Ferdinando fallì senza aver mai prodotto auto con questo marchio. In undici anni vi furono costruite soltanto 400 Magnum blindate destinate alla Polizia di stato.
Con la cessione dei diritti di costruzione del fuoristrada e la mancata produzione della T8 la Fissore Co. cessò di essere un costruttore, fu rinominata in T.A.S. Fissore e riprese l'attività iniziale di sviluppo di prototipi per conto terzi. Il 5 febbraio 2013 Malvino fu nuovamente arrestato, assieme ad alcuni amministratori della De Tomaso, che aveva commissionato alla T.A.S. gli studi di engineering e sviluppo del nuovo modello Deauville(costruita sfruttando il brevetto Univis), per indebita percezione e nell'illecito utilizzo di 13 milioni di Euro di fondi pubblici. Secondo i gli inquirenti una parte dei contributi (erogato dalla Regione Piemonte) servirono a pagare fatture gonfiate emesse T.A.S., che rese poi il denaro alla De Tomaso stessa tramite falsi aumenti di capitale e diritti di utilizzo del marchio Fissore.

## La Magnum dopo la Fissore
Nel 1997 la Fissore Co. aveva ceduto lo stabilimento di Cherasco e i diritti di costruzione dei fuoristrada alla Magnum Industriale s.r.l., una nuova società appositamente costituita i cui azionisti erano un'autocarrozzeria di Bra ed un fabbricante di vetri blindati a Padova. Già nel febbraio 1999 tuttavia i sindacati della fabbrica cuneese indissero uno sciopero a causa pagamenti degli stipendi, del rallentamento della produzione e delle difficoltà nei rapporti con le ditte fornitrici. Nella primavera di quell'anno l'attività dello stabilimento venne interrotta e nell'estate, l'azienda fu messa in liquidazione volontaria ed i circa 40 dipendenti posti in mobilità.
Il 26 settembre 2000 la Magnum Industriale fu acquistata dalla società statunitense Laforza Automobiles Inc., che già dal 1989 importava il Magnum in Nord America. La nuova azienda con sede a Cherasco fu rinominata Laforza International S.p.A. La produzione del Magnum, dotato di motori Ford V8, continuò fino al 2003, anno in cui la produzione cessò definitivamente.